# Бобриківське родовище
Бобриківське родовище — золоторудне родовище за 1 км на південь від села Бобрикове Антрацитівського району Луганської області України.

## Загальний опис
Знаходиться в межах Нагольного кряжу (південно-східна частина Донецького кряжу). Золоте зруденіння знайдене в гідротермально змінених піщано-глинистих породах карбону південного крила Бобриківської брахіантикліналі. Спільно із золотом зустрічаються численні мінерали гідротермального походження. Родовище має прожилково-вкраплений тип золотого зруденіння, яке локалізується в кварц-анкерит-сульфідних жилах і прожилках, а також в гідротермально змінених вмісних породах. Золото присутнє в різних морфогенетичних типах піритів, а також в метакристалах арсенопіриту. У піщано-глинистих сланцях золото зустрічається в зоні окиснення. Самородне золото асоціює з піритом, кварцом, анкеритом, сфалеритом, халькопіритом, бурнонітом, бляклими рудами, буланжеритом, флоренситом.
Станом на 2020 р. запаси золота на родовищі враховані Державним балансом запасів корисних копалин України, а спеціальний дозвіл на видобування золота надано підприємству ТОВ "Донецький Кряж". За попередніми оцінками родовище може давати на місяць до 10 тис. т золотоносної руди, з якої може бути вилучено 50 кг золота на місяць.

## Характеристика руди
Руди комплексні золото-срібло-свинцеві, арсеновмісні, окисненого типу. Масова частка корисних компонентів у рудах змінюється в межах: золото від 2,0 г/т до 12 г/т, срібло від 12,0 г/т до 188,0 г/т і свинець від 0,7 % до 5,7 %. Руди Бобриківського родовища доцільно збагачувати за гравітаційно-гідрометалургійною схемою збагачення.
За ступенем окиснення, у напрямку з поверхні на глибину виділяється три типи руд: — окиснені, понад 70 % сульфідів перетворені в сульфати і карбонати; — змішані, у яких окиснено від 30 до 70 % сульфідів; — первинні, сульфідні руди, у яких окиснено менше 30 % сульфідів. Основною шкідливою домішкою в рудах є арсен. Виділено два мінералогічних типи руд: — малоарсеновмісні, з масовою часткою арсену від 0,1 % до 0,5 %, — арсеновмісні у яких арсену більше 0,5 %.
Породи висококремнієві і високоглинисті, масова частка кремнезему коливається від 44 % до 65 %, глинозему — від 11 % до 16 %. Масова частка оксиду заліза варіюється від 7 % до 16 %. Усі проби містять сульфідну і сульфатну сірку. Свинець присутній у галеніті, англезиті, церуситі, плюмбоярозиті і бедантиті.
Фазовий аналіз золота у пробі показав, що при крупності руди — 0,071 мм, понад 50 % золота вільне і понад 40 % золота в зростках. Срібло, так само, як і золото представлене декількома фазами — понад 70 % вільне й у зростках і близько 24 % зв'язане з оксидами, карбонатами і сульфатами. Основні мінерали-носії золота в окиснених золотовмісних рудах Бобриківського родовища: галеніт, гідрослюда, скородит, ярозит, ґетит.
Золото представлене крупним, дрібним і тонким різновидом. На частку крупного золота припадає 76,8 %, а дрібного 23,2 %. Серед крупного золота переважають індивіди розміром 0,1 — 0,49 мм, що становить 61,7 %. Серед дрібного золота, розміри якого 0,014 — 0,069 мм, більше половини (62,3 %), припадає на розміри золотин 0,029 — 0,056 мм. Золотини розміром більше 0,489 мм відсутні, 79,9 % складають золотини розміром 0,49 — 0,1 мм і 20,1%-дрібніші. Серед останніх 58,7% — золотини розміром 0,069 — 0,05 мм. Форма золотин в основному неправильна, луската. Крупні золотини овальні, округлі коржі, розвальцьовані в процесі подрібнення.

## Додатково
На території Бобриківського золоторудного родовища є об'єкт представлений неглибоким кар'єром, де в минулі часи видобували золото. Потребує нагляду. Очікує офіційного затвердження як геологічна пам'ятка природи.